# Слоуфуд

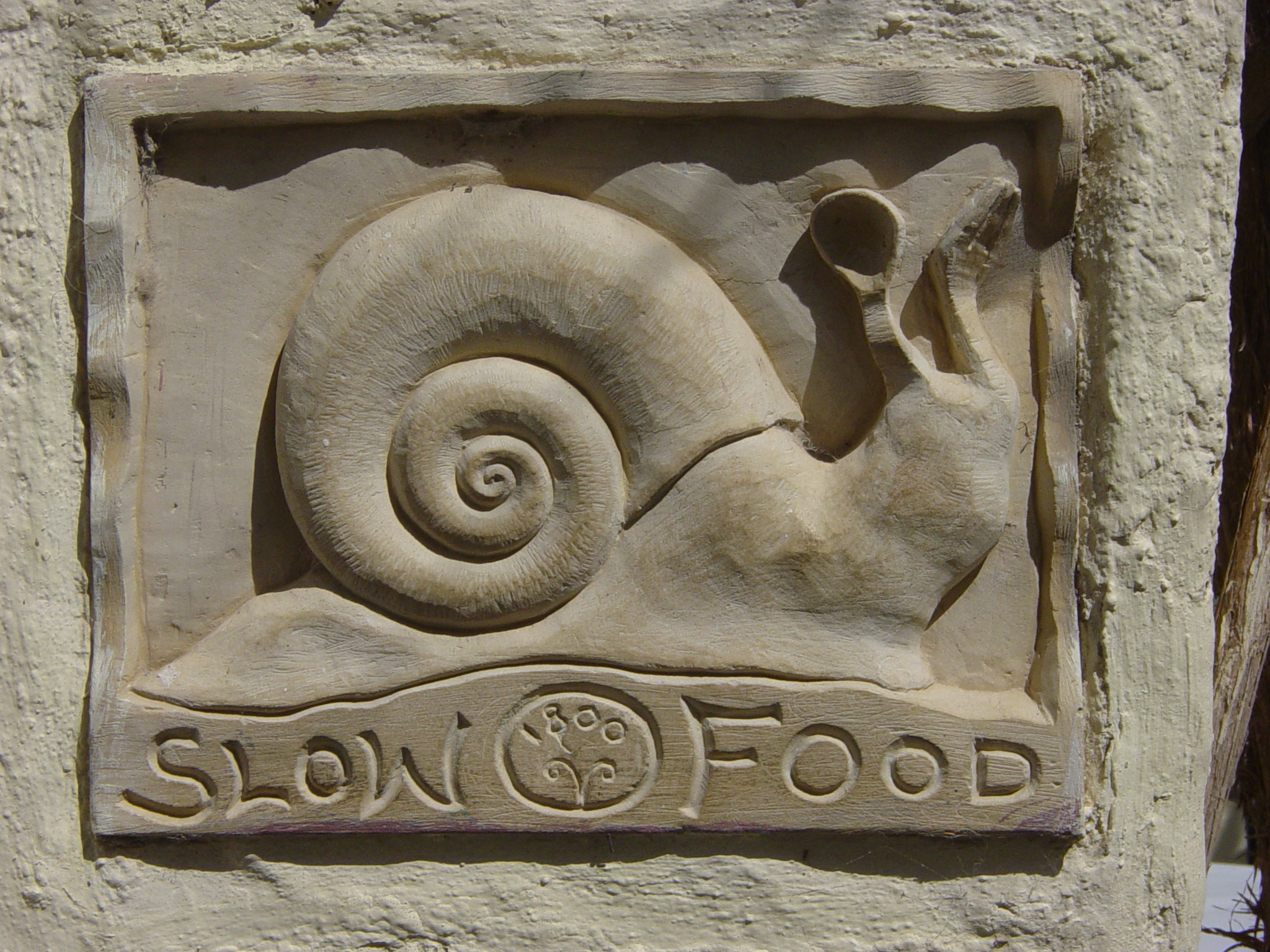
Вывеска ресторана «слоу-фуд» в Греции

Слоуфу́д (англ. slow «медленный» и food «пища») — движение, противостоящее системе быстрого питания, возникшее в Италии в 1986 году и затем распространившееся на многие другие страны. Ныне — часть всеобъемлющего медленного движения.

## История
В основе создания организации Slow Food лежало создание заведений общественного питания, не похожих на фастфуд, — предоставляющих более здоровое питание, а также сохраняющих традиции национальной и региональной кухонь, поддерживающих культуру традиционного застолья.
В 1989 году было официально создано одноимённое международное движение Slow Food. По состоянию на 2020 год, по данным официального сайта, у Slow Food более 1.000.000 единомышленников и 100.000 членов объединённых в 1.500 первичных ячеек и 2.400 продовольственных сообществ в 160 странах.
Сегодня Слоу Фуд пропагандирует философию мира, в которой все люди имеют доступ к качественным продуктам питания и получают удовольствие от еды, которая полезна для них самих, выгодна для производителей и не приносит вреда планете.
Организация выступает против стандартизации вкусов и культур, против безудержной власти транснациональных корпораций в пищевой промышленности и агропромышленном комплексе. Её подход основан на концепции качества продуктов питания, который определён тремя взаимосвязанными принципами: вкусно, чисто и честно.
- Вкусно: свежие и ароматные сезонные продукты, которые приятны для органов чувств и являются частью местной культуры.
- Чисто: производство и потребление продуктов питания, которое не наносит вреда окружающей среде, благосостоянию животных и здоровью человека.
- Честно: доступные цены для потребителей, справедливая оплата и достойные условия труда для производителей.

В России с 2001 года было 24 местных отделения Slow Food: в Арзамасе, Вологде, Калининграде, Санкт-Петербурге, Суздале, Уфе, Мурманске, Азове, на Камчатке, Сахалине, в Кабардино-Балкарии и Карачаево-Черкесии, два в Кемеровской области и 5 в Москве и Московской области и других городах.
В 2018 году подавляющее большинство местных организаций объединилось и создало Общероссийскую общественную организацию «Слоу Фуд в России», получив право использовать торговую марку Slow Food ln Russia и открыв отделения в 46 регионах России от Азова до Камчатки.

## Сельскохозяйственное и экономическое влияние
Одним из основных проектов по сохранению биоразнообразия планеты, реализуемых «Slow Food», является «Ковчег вкуса», представляющий собой электронный каталог пищевых продуктов, сортов растений, пород с/х животных, находящихся под угрозой исчезновения. Slow Food находит уникальные, исчезающие продукты, способствует их возрождению и продвижению на мировой рынок. Например, в Италии, благодаря движению, удалось вернуть более 130 продуктов. Среди них чечевица из Абруццо, чёрный сельдерей Треви, лиловая спаржа из Альбенги, дикий сиенский кабан, которого теперь выращивают на фермах Тосканы.
В России на грани исчезновения 79 продуктов, пород, сортов, таких, как например: медовуха на берёзовом соке, владимирская вишня, павловская курица, бурятский крупный рогатый скот.

## Программы
Slow Food Nation — это мероприятие, организованное Слоуфуд США, посвящённое медленной и устойчивой еде. В 2008 году Слоуфуд США провёл крупнейшую на сегодняшний день встречу под названием «Нация Слоуфуд» в Сан-Франциско. Фестиваль привлёк аудиторию, по оценкам, более 50 000 человек.
Слоуфуд помог построить сады на школьных дворах и оказал помощь в Луизиане после урагана Катрины, собрав около 50 000 долларов, чтобы помочь вновь открыть рестораны, фермерам пересадить растения, а креветочникам купить новое оборудование.

### Великобритания
Помимо реализации национальных образовательных программ, таких как Слоуфуд Дети и Слоуфуд в кампусе, Национальный офис Слоуфуд в Великобритании координирует борьбу за сохранение британского кулинарного наследия через программы Chef Alliance и Forgotten Foods (UK Ark of Taste). The Chef Alliance состоит из шеф-поваров, которые стремятся защитить продукты Великобритании, находящиеся под угрозой исчезновения. Они занимаются приготовлением пищи с использованием забытых продуктов или продуктов, которые производятся в очень небольших масштабах.

### Австралия
Австралийское движение направлено на повышение осведомлённости общества о ценности экологичных, чистых, местных продуктов от фермы до рынка. Кампания планирует включить в Ковчег Вкуса Слоуфуд International’s следующие австралийские продукты: лигурийский пчелиный мёд с острова Кенгуру, орех бунья, произрастающий в Квинсленде, колбасу из мяса кабана из Виктории и тасманийский мёд из кожевенного дерева.